# هکلر و کخ په۱۱
په۱۱ (به آلمانی: HK P11) تپانچهای است برای تیراندازی در زیر آب ساخت هکلر و کخ. ظرفیت این اسلحه دارای پنج لوله است که در هر کدام فشنگی دارت‌مانند جای گرفته‌است. پس از شلیک فشنگ‌ها برای پر کردن دوباره می‌بایست محفظهٔ فشنگ‌ها برای پرشدن دوباره به کارخانهٔ سازنده فرستاده‌شود. در گذشته هکلر و کخ وجود چنین سلاحی را انکار می‌نمود.

## کاربران
- اسرائیل: شایِتِت ۱۳ واحد کماندویی نیروی دریایی اسرائیل.
- ایالات متحده آمریکا: ۱۰۰ قبضه جهت نیروهای عملیاتی ویژه تهیه شده‌است.
- ایتالیا: نیروی دریایی ایتالیا، مردان قورباغه‌ای کماندوی ایتالیا
- آلمان: مردان قورباغه‌ای کماندوی آلمان
- بریتانیا: خدمات قایقی ویژهٔ نیروی دریایی پادشاهی بریتانیا
- دانمارک
- فرانسه: واحد مخصوص کماندویی نیروی دریایی فرانسه.
- نروژ
- هلند